# Cordigliera di Guanacaste

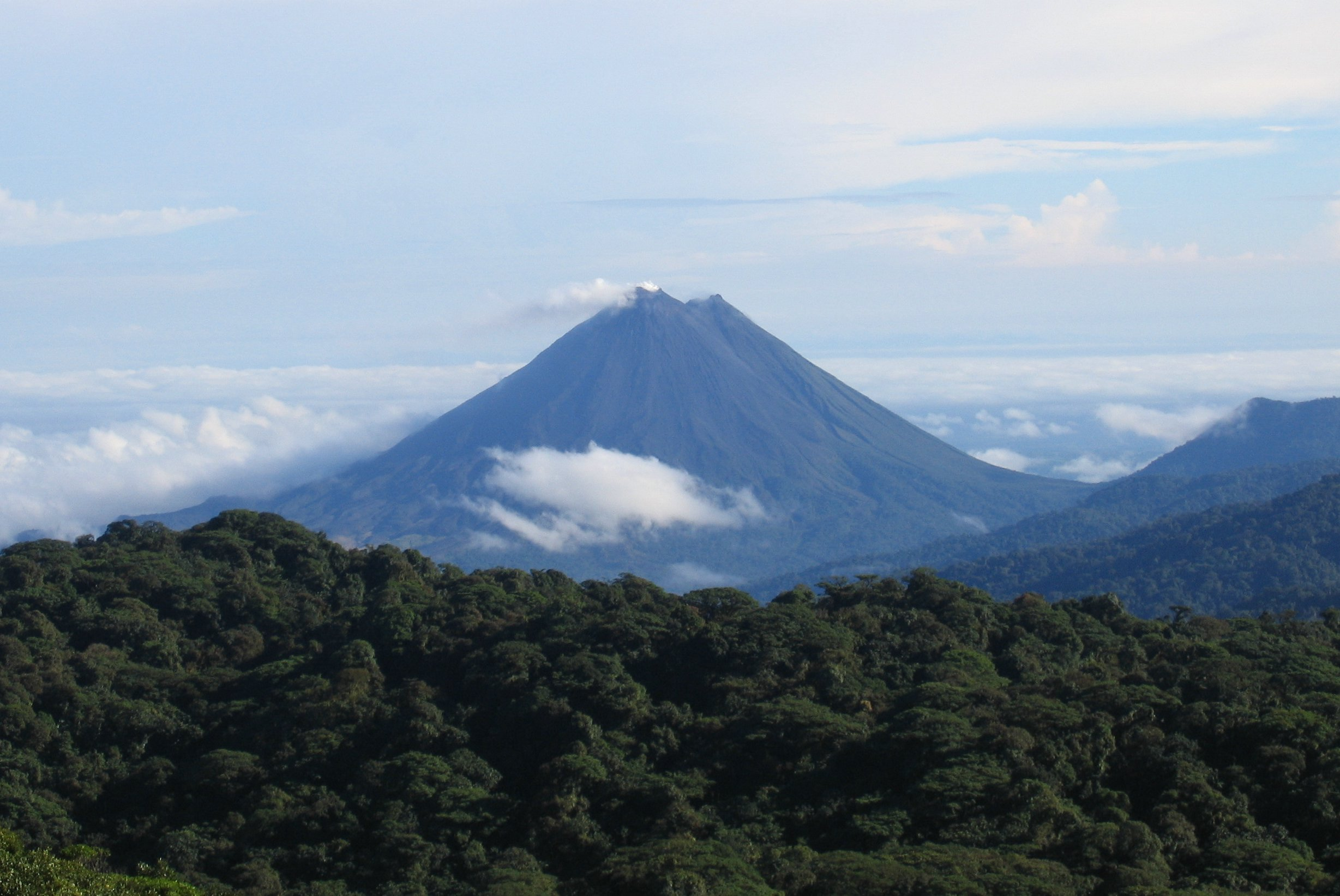
Il vulcano Arenal visto da Monteverde

La Cordigliera di Guanacaste è una catena montuosa della Costa Rica formata da una fila di coni vulcanici dell'era quaternaria, che raggiunge i 2.020 metri di altezza (Vulcano Miravalles). La catena si estende da nordovest a sudest per 112 km. Alcuni coni presentano ancora attività vulcanica; fra questi, i più importanti sono il Rincón de la Vieja e l'Arenal. Quest'ultimo iniziò nell'anno 1968 una spettacolare attività eruttiva con emissione di lava, cenere e lapilli. In prossimità del vulcano Arenal è stata costruita un'importante centrale idroelettrica, che sfrutta l'esistenza di una piccola laguna formata dalla canalizzazione di alcuni fiumi della zona.